# Comuna de Chełm
Chełm (polaco: Gmina Chełm) é uma gminy (comuna) na Polónia, na voivodia de Lublin e no condado de Chełmski.
De acordo com os censos de 2004, a comuna tem 12 525 habitantes, com uma densidade 56,5 hab/km².

## Área
Estende-se por uma área de 221,82 km², incluindo:
- área agricola: 67%
- área florestal: 20%

## Demografia
Dados de 30 de Junho 2004:
|                      | Total   | Total | Mulheres | Mulheres | Homens  | Homens |
| -------------------- | ------- | ----- | -------- | -------- | ------- | ------ |
|                      | pessoas | %     | pessoas  | %        | pessoas | %      |
| População            | 12 525  | 100   | 6372     | 50,9     | 6153    | 49,1   |
| Densidade (pop./km²) | 56,5    | 100   | 28,7     | 28,7     | 27,7    | 27,7   |

De acordo com dados de 2002, o rendimento médio per capita ascendia a 1115,64 zł.

## Comunas vizinhas
- Chełm, Dorohusk, Kamień, Leśniowice, Rejowiec, Ruda-Huta, Sawin, Siedliszcze, Siennica Różana, Wierzbica